# Michelle Buteau
Michelle Buteau (nacida el 24 de julio de 1977) es una comediante, actriz, presentadora de televisión, productora y presentadora de podcasts estadounidense.

## Primeros años
Buteau nació en Nueva Jersey de padre haitiano de ascendencia parcialmente libanesa y madre jamaicana de ascendencia parcial francesa. Asistió a la Universidad Internacional de Florida y estaba considerando una carrera en periodismo antes de dedicarse a la comedia.

## Carrera
Buteau comenzó a actuar en comedia unos días después del 11 de septiembre de 2001. Después de cinco años como comediante, Buteau consiguió su primer anuncio televisivo en Comedy Central.
En 2017, Buteau fue incluido como uno de los diez comediantes a seguir por Esquire.
En 2018, Buteau comenzó a presentar Late Night Whenever! podcast, que fue etiquetado como "uno de los mejores podcasts de 2018 hasta ahora" por Time. Buteau también formó parte de The Comedy Lineup en Netflix, donde comediantes emergentes tienen monólogos de 15 minutos.
En 2019, Buteau apareció en las películas: Someone Great, Someone Great Sell By y Quizás para siempre. También comenzó a presentar el podcast de WNYC, Adulting, con el copresentador Jordan Carlos. Ese mismo año, Buteau apareció en dos series de televisión: First Wives Club y Tales of the City. En 2020, Buteau comenzó a presentar The Circle, un reality show de Netflix.
En 2020, Buteau publicó su primer libro, una colección de ensayos personales titulada Survival of the Thickest, con Gallery Books, un sello de Simon & Schuster. Una adaptación televisiva de las memorias se estrenó el 13 de julio de 2023 en Netflix.
Buteau's Michelle Buteau: Welcome to Buteaupia de Buteau ganó el Premio de la Crítica Televisiva en 2021 al mejor especial de comedia.
En junio de 2022, se anunció que Buteau participaría en una película dirigida por Pamela Adlon. Buteau interpreta el papel de Dawn, la mejor amiga del personaje principal de la película. Un año después, fue elegida para otra película, Fixed para New Line Cinema.

## Vida personal
Buteau se casó con el fotógrafo holandés Gijs van der Most en 2010. Buteau y van der Most tienen gemelos que nacieron en enero de 2019 mediante gestación subrogada.

## Filmografía

### Películas
| Año  | Título              | Papel             | Notas |
| ---- | ------------------- | ----------------- | ----- |
| 2019 | ¿No es romántico?   | Martina           |       |
| 2019 | Almost Love         | Cammy             |       |
| 2019 | Someone Great       | Cynthia           |       |
| 2019 | Quizás para siempre | Veronica          |       |
| 2020 | Work It             | Veronica Ramirez  |       |
| 2020 | Happiest Season     | Trudy             |       |
| 2020 | The Stand In        | Ingrid            |       |
| 2022 | Cásate conmigo      | Melissa           |       |
| 2022 | Moonshot            | Capitán Tarter    |       |
| 2022 | Crush               | Directora Collins |       |
| 2022 | Clerks III          | Lisa              |       |
| 2024 | Babes               | Dawn              |       |
| TBA  | Fixed               | Molasses          | Voz   |

### Televisión
| Año           | Título                                | Papel                       | Notas                                                 |
| ------------- | ------------------------------------- | --------------------------- | ----------------------------------------------------- |
| 2011          | Whitney                               | Novia                       | "Pilot"                                               |
| 2012–2013     | Key and Peele                         | Esposa, Novia               | 2 episodios                                           |
| 2013          | China, IL                             | Wendeloquence / Sra. Falgot | 6 episodios                                           |
| 2014          | Enlisted                              | Soldado Robinson            | Recurrente                                            |
| 2015          | The Jim Gaffigan Show                 | Amelia                      | 1 episodio                                            |
| 2016          | Broad City                            | Presentadora                | 1 episodio                                            |
| 2017          | The Tick                              | Beck                        | 2 episodios                                           |
| 2018          | 2 Dope Queens                         | Ella misma                  | 1 episodio                                            |
| 2019          | Russian Doll                          |                             | 1 episodio                                            |
| 2019–presente | First Wives Club                      | Bree Washington             | Protagonista                                          |
| 2019          | Historias de San Francisco            | Wrenita Butler              | Recurrente                                            |
| 2019          | Laff Mobb's Laff Tracks               | Ella misma                  | 1 episodio                                            |
| 2019–2020     | Bless the Harts                       | Linda / Michelle            | Voz; 7 episodios                                      |
| 2020–presente | The Circle                            | Ella misma                  | Presentadora                                          |
| 2020          | Michelle Buteau: Welcome to Buteaupia | Ella misma                  | Especial de comedia en vivo                           |
| 2021          | Rick y Morty                          | Reina Sperm                 | Voz; 1 episodio                                       |
| 2021–2022     | Awkwafina Is Nora from Queens         | Margaret                    | 2 episodios                                           |
| 2021          | The American Barbecue Showdown        | Ella misma                  | Presentadora, 8 episodios, serie 2                    |
| 2021–presente | Weekend Getaway With Michelle Buteau  | Ella misma                  | 3 episodios                                           |
| 2022          | Zootopia+                             | Tru-Tru                     | Voz, episodio: "The Little Rodents of Little Rodentia |
| 2023          | Survival of the Thickest              | Mavis Beaumont              | Protagonista                                          |